# Silas

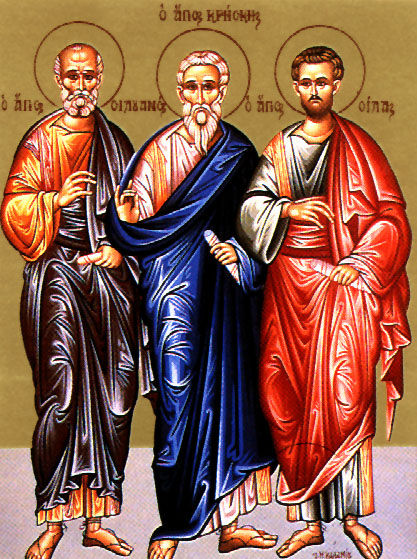
Silvano,Crescencio y Silas.

Silas, también llamado Silvano, fue un profeta y misionero de origen judío y ciudadanía romana, considerado uno de los principales cristianos de Jerusalén, enviado por los Apóstoles a Antioquía. Compañero de San Pablo en sus viajes misioneros.

## En Jerusalén
La primera noticia que se tiene de Silas la da San Lucas (Hechos de los Apóstoles 15:22-35) al final de la narración del Concilio de Jerusalén; a partir de entonces juega un papel importante en la difusión del Evangelio en el mundo griego, aunque siempre al lado de San Pablo.
Terminada la discusión del problema planteado por la actuación de San Pablo, al admitir a los gentiles en la Iglesia sin exigirles la circuncisión, se decide elegir entre los hermanos a los que han de acompañar a Pablo y Bernabé a Antioquía, para llevar el Decreto del Concilio y comunicar de palabra lo allí decidido. Tal decisión era necesaria, ya que de otro modo los elementos subversivos, los judaizantes o judeocristianos, podrían acusar a Pablo y Bernabé de falsificar lo allí tratado. Los elegidos son Judas Barsabbas, y Silas. En la elección interviene toda la Iglesia con los Apóstoles a la cabeza.
Del primero calla la historia posterior. Algunos autores (Cornelio a Lápide, Calmet, etc.) le dicen hermano de José Barsabbas (Hechos 1:23); Renié, en cambio, acepta la posición de Lake, de que en aquel entonces este patronímico era corriente y no puede deducirse de ello la identidad paterna. El otro pasa a primer plano junto a San Pablo. Su nombre arameo, Silas, significa según Lake «pequeño Saúl» o pequeño lobo; de lo que algunos han deducido que era benjaminita. No deja de ser una coincidencia que la raíz de su nombre sea igual que la de Pablo, Saulo; ser de la misma tribu; helenista como él y ambos ciudadanos romanos (Hechos 16:37). A veces se le llama Sila (Vulgata) y en las Cartas de San Pablo (
1 Tesalonicenses y 2 Tesalonicenses) y en (1Pedro 5:12) se le llama Silvano. Generalmente se admite la identidad entre el Silvano de las Epístolas y el Silas del libro de los Hechos. Lo explican diciendo que Silvano es «la forma latinizada del semítico Silas». Sin embargo, una tradición tardía distingue a los dos y hace a Silas Obispo de Corinto y a Silvano de Tesalónica.
Silas, al igual que su compañero Judas, era hombre eminente entre los hermanos, personas consideradas y de cierto rango, quizá porque eran profetas (Hechos 15:32), carisma tan estimado, que el mismo Pablo, en la enumeración de los ministerios, coloca a los profetas después de los Apóstoles y antes de los doctores o Evangelistas (1Corintios 12:28, Efesios 4:11) y junto con los Apóstoles les considera los fundamentos de la Iglesia (Efesios 2:20). La función principal de estos «profetas» neotestamentarios era exhortar a los fieles. A veces, como en el caso de Agabo, predecían el futuro (Hechos 11:27-28, Hechos 21:10-11). «Eran misioneros ambulantes de cristiandad en cristiandad, llevando por doquier la semilla evangélica, sin concretarse al gobierno de una comunidad determinada» (Renié).
Pablo y Bernabé con Judas y Silas parten de Jerusalén llevando el Decreto de los Apóstoles a los hermanos de Antioquía, Siria y Cilicia. Llegados a Antioquía, reúnen a los cristianos y leen la Carta con la consiguiente alegría de los oyentes. Judas y Silas exhortan y animan a los hermanos. Pasado cierto tiempo y cumplida su misión, Judas vuelve a Jerusalén; Silas, en cambio, se queda en Antioquía.

## Misionero con San Pablo
A partir de este momento Silas aparecerá siempre al lado de San Pablo, testimoniando así la aprobación de los Doce al apostolado de este. Recorren Siria y Cilicia, animando a los cristianos. En Listra se les une Timoteo y en todas partes promulgan el Decreto del Concilio. La presencia de Silas es el mejor testimonio. Recorren Frigia y Galacia y por Misia llegan a Tróade. Allí embarcan para pasar a Europa. En Filipos son víctimas de una demostración hostil por haber curado a una pobre esclava posesa, que con sus adivinaciones procuraba pingües ganancias a sus amos. Los lictores mandan azotarles y meterles en la cárcel sin previo juicio. Como ambos eran ciudadanos romanos (Act 16,30), los pretores tienen que pedirles perdón. No se sabe de dónde le venía a Silas la ciudadanía romana. En Tesalónica sufren otro alboroto de parte de los judíos, del que salen bien gracias a que Jasón, el amo de la casa donde se hospedaban, paga una fianza por ellos. Otro tanto les ocurre en Berea, por la que Pablo se va a Atenas y quedan solos Silas y Timoteo.
Como San Pablo había pasado aviso con los que le llevaron de que se uniesen a él lo antes posible, muchos comentaristas afirman que Silas y Timoteo se juntaron con Pablo en Atenas y desde allí fueron enviados Timoteo a Tesalónica y Silas a Filipos o a Berea. El encuentro en Corinto sería de vuelta de estos viajes.

## Silas y San Pedro
A partir de este momento el nombre de Silas desaparece del libro de los Hechos. No figura entre los compañeros de San Pablo en su tercer viaje. Más tarde parece ser que se encuentra al lado de San Pedro (1 Pe 5,12); es de suponer que bajaría con Pablo y Timoteo hasta Antioquía como final del viaje. Loisy insinúa a este respecto que la separación entre los dos misioneros fue debida a roces personales, como ocurrió con Bernabé, «conjetura totalmente gratuita, que no tiene más fundamento que la ya conocida antipatía de este exegeta modernista por el gran apóstol» (Renié).
Junto con Pablo y Timoteo aparece Silas (Silvano) como coautor de las Epístolas a los Tesalonicenses, escritas desde Corinto y después de que Timoteo les hubiera informado del resultado de su viaje desde Atenas.
En la primera Epístola de Pedro (5,12) aparece Silvano como compañero y «hermano fiel del apóstol» en Roma, por quien este escribe. Aunque algunos dicen que solo hace llevar la carta a las iglesias de Asia Menor, otros sostienen que le sirvió de amanuense y aun de redactor de la misma. Su vinculación a estas iglesias anteriormente, al lado de San Pablo, le hace mensajero cualificado para la misión que le confía el apóstol. No se sabe cuándo ni cómo pasó al lado de San Pedro, al igual que Marcos.
También se le hace autor de la sección «nosotros» del libro de los Hechos (Schwanbeck, von Vloten, etc.); Renié y la mayor parte de los exegetas lo niegan. Igual ocurre con la Epístola a los Hebreos, atribuida por algunos a Silas pero negada por los más.